# لری بریگمن
لری بریگمن (انگلیسی: Larry Bryggman؛ زادهٔ ۲۱ دسامبر ۱۹۳۸) یک هنرپیشه اهل ایالات متحده آمریکا است.
از فیلم‌ها یا برنامه‌های تلویزیونی که وی در آن نقش داشته است می‌توان به جان‌سخت ۳، ...و عدالت برای همه، جاسوس‌بازی اشاره کرد.
وی همچنین برنده جوایزی همچون جایزه امی شده است.